# Leptosia nupta
Leptosia nupta é uma borboleta da família Pieridae. Ela foi descrita por Arthur Gardiner Butler, em 1873. Pode ser encontrada na Nigéria, Camarões, Gabão, República do Congo, de Angola, na República Democrática do Congo, Uganda, Ruanda, Quénia, Tanzânia, Zâmbia, Zimbabwe e Madagáscar. O habitat natural consiste em florestas primárias húmidas.

## Sub-espécies
- Leptosia nupta nupta
- Leptosia nupta pseudonupta Bernardi, 1959
- Leptosia nupta viettei Bernardi, 1959